# Dead Again
Dead Again (с англ. — «Снова мёртв») — седьмой и последний студийный альбом американской готик-металической группы Type O Negative, вышедший в 2007 году, альбом стал единственным релизом группы, не выпущенным лейблом Roadrunner Records, вместо него альбом был выпущен немецким SPV Records. Диск попал на 27 строчку американского чарта Billboard 200.

## Об альбоме
Группа отошла от своего привычного готик-метал звучания, добавив в него элементы дум-метала, который был заметен на ранних работах группы, трэш-метала, и стоунер-рока. Исключение — песня «September Sun», выдержанная в традиционном стиле группы; первоначально Стил даже сомневался, вписывается ли она в альбом, но в итоге она даже была выпущена синглом и на неё был снят клип.
В одном из интервью Стил заявил, что Dead Again — единственный альбом, на котором барабанщик Джонни Келли играет вживую, а на остальных альбомах, записанных во время его участия, была использована драм-машина, но скорее всего он как всегда шутил. Название альбома, возможно, является пародией на название одиннадцатого альбома группы Black Sabbath — Born Again.
В интервью 2007 года Питер сказал следующее о Григории Распутине, попавшим на обложку альбома: «…он вполне бы мог быть красивым и привлекательным музыкантом Type O Negative, с сальными волосами и пронзительными голубыми глазами. Если его почистить и отмыть, он бы отлично вписался в нашу компанию. Он был супербабником, наркоманом, алкоголиком и православным христианином с охеренно большим перцем. К тому же коммунисты не смогли прибить его. Также как и меня. Так что Распутин это то, что надо.»
These Three Things является самой длинной композицией группы, её длительность составляет 14 минут и 21 секунду.
Джонни Келли: «Настоящий эпик от Type O Negative со множеством новых элементов в нашей музыке. По своей структуре, это совершенно не типичная рок-песня, и здесь нет четкого вступления, куплета, припева, связки между куплетами, и вновь повторения припева. Но для меня этим и хороши Type O. В этой песне каждому из нас дается, по крайней мере, одна минута для того, чтобы продемонстрировать свой музыкальный талант, и я с удовольствием играю эту песню на концертах».
Джонни Келли: «Схема сочинения песен Питера постоянно меняется, его творческий процесс это вечный поиск. Большая часть этого альбома была написана, что называется «на лету», когда мы все встретились в студии. До момента начала записи, Питер сочинил и подготовил только пару вещей, поэтому мы можем постараться сочинить что-либо прямо на месте. Всем остальным приходится подстраиваться под такую схему сочинения. Нельзя сказать, что Питер сочиняет все подряд, и указывает нам, как и что надо играть, высказывает любые свои пожелания».
Питер Стил: «Я решил так, в этот раз не буду сочинять все песни самостоятельно, не буду потом рассказывать, как и что надо играть. Я решил порадовать себя возможностью прийти в студию, и отдельные партии разрабатывать по ходу свободной импровизации, при этом песни могли рождаться как бы сами собой. Вот такую возможность мы использовали».

## Список композиций
- Все песни написаны Питером Стилом .

| №                   | Название                       | Длительность |
| ------------------- | ------------------------------ | ------------ |
| 1.                  | «Dead Again»                   | 4:15         |
| 2.                  | «Tripping a Blind Man»         | 7:04         |
| 3.                  | «The Profits of Doom»          | 10:47        |
| 4.                  | «September Sun»                | 9:46         |
| 5.                  | «Halloween in Heaven»          | 4:50         |
| 6.                  | «These Three Things»           | 14:21        |
| 7.                  | «She Burned Me Down»           | 7:54         |
| 8.                  | «Some Stupid Tomorrow»         | 4:20         |
| 9.                  | «An Ode to Locksmiths»         | 5:15         |
| 10.                 | «Hail and Farewell to Britain» | 8:55         |
| Общая длительность: | Общая длительность:            | 77:35        |

## Участники записи
- Питер Стил — вокал, гитара, бас-гитара
- Джош Сильвер — клавишные, бэк-вокал
- Кенни Хики — гитара, бэк-вокал
- Джонни Келли — ударные, перкуссия